# 宽体舌鳎
宽体舌鳎（又稱粗體舌鰨，俗名龍舌、扁魚、皇帝魚、比目魚、牛舌鱼、狗舌或鳎目鱼）为輻鰭魚綱鰈形目舌鳎科舌鳎属的一種鱼类。

## 分布
本魚分布于西太平洋區，北达日本本州中部以南，渤海、黄海、东海到粤东沿岸等海域，包括日本南部、中國、韓國、台灣、香港及越南等。该物种的模式产地在上海。

## 深度
水深20至115公尺。

## 特徵
本魚體極側扁，似舌形，口小，兩眼同位於左側。魚體為棕色或深褐色，鱗片細小易脫落；無胸鰭，背鰭、臀鰭與尾鰭相連接，尾鰭尖形，體長可達40公分。

## 生態
本魚属于西太平洋暖温带浅海泥沙区底层鱼，主要棲息於溫帶淺海，平時大多停棲於海底，並將魚體埋藏於沙泥中，只露出兩眼觀察四周，能隨環境略為改變體色，游泳能力不佳，以波浪狀的方式上下擺動魚體來游泳，屬肉食性，以小型無脊椎動物為食。

## 經濟利用
為經濟性食用魚，適合各種烹煮方法食用。

## 扩展阅读
維基物種上的相關：粗體舌鰨